# Globar
Il globar o sorgente Globar è una sorgente luminosa (radiazione termica) usata in spettroscopia infrarossa.
È costituito da un cilindro di carburo di silicio di 5 mm di diametro e 50 mm di lunghezza. La bacchetta viene attraversata da corrente elettrica ed emette radiazione luminosa con maggiore intensità nell'infrarosso alla temperatura di circa 1500 °C.